# Joshua (sång)
"Joshua" är en sång skriven och inspelad av Dolly Parton, vilken blev hennes första countrysingeletta i USA . Den handlar om en ung flicka som blir kär i en ensam luffare, och innehåller flera referenser om Dolly Partons ungdom i Appalacherna, dit hon senare kom att återvända i karriären, och bland annat sjunga om i låten "Applejack" 1976. Singeln släpptes i slutet av 1970, med "I'm Doing This for Your Sake" som B-sida, och toppade Billboards countrylistor i februari 1971.

## Listplaceringar
| Lista (1970–1971)                      | Topplaceringar |
| -------------------------------------- | -------------- |
| Billboard Hot Country Singles (USA)    | 1              |
| Billboard Bubbling Under Hot 100 (USA) | 8              |
| RPM Country Tracks (Kanada)            | 2              |